# 沃洛達爾卡區

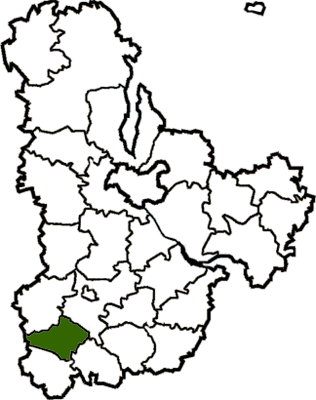
废除前沃洛達爾卡區在基辅州的位置

沃洛達爾卡區（烏克蘭語：Володарський район），曾是烏克蘭的一個區，位於該國中北部，由基輔州負責管轄，首府設於沃洛達爾卡，面積649平方公里，2015年人口17,620，人口密度每平方公里28.4人。
该区在2020年7月18日的乌克兰行政区划改革中被撤销，改革后基辅州下分为7个区。